# Храм Георгия Победоносца (Белгород)
Храм Великому́ченика Гео́ргия Победоно́сца — деревянный православный храм в южной части Белгорода.

## История
25 мая 1997 года произведена закладка камня на месте будущего строительства храма, которое было начато в 1999 году и завершено в 2001 году по проекту архитектора Л. И. Колесниковой. Храм освящён архиепископом Белгородским и Старооскольским Иоанном в 2001 году.

## Архитектура и убранство храма
Храм Великомученика Георгия Победоносца возведён в традициях древне-русского зодчества, полностью выполнен из дерева. Его здание вытянуто с запада на восток и состоит из золочёных глав, «четверика», шатрового типа колокольни. В храме имеется два престола: нижний (в честь Всех Святых) и верхний (во имя Святого великомученика Георгия Победоносца). В храме установлен трёхъярусный иконостас. Иконы написаны в каноническом стиле. Внутреннее пространство храма украшено резьбой по дереву.
Рядом с храмом расположены часовни Живоначальной Троицы и в честь Преподобного Серафима Саровского.